# Wayne Bernard
Wayne Bernard (Poway, 12 settembre 1981) è un ex cestista statunitense.